# لارا ستون
لارا كاثرينا ستون (بالهولندية: Lara Stone)‏ (مواليد 20 ديسمبر 1983) عارضة أزياء هولندية . شاركت في فيلم قصير فرنسي بدخلي صدر عام 2016 بمشاركتها بطولة مع ايفان اتال من إخراج وكتابة وإنتاج ليتيسيا كاستا في أول تجربة إخراجية لها. تم عرضه لأول مرة عالميًا حيث كان أحد الأفلام الثلاثة في الليلة الختامية لأسبوع النقاد الدولي في مهرجان كان السينمائي 2016.

## نشأتها
ولدت ستون في بلدة ميريلو الهولندية الصغيرة، لأم هولندية - كاثرينا ستون وأب إنجليزي - مايكل ستون. تم اكتشافها لأول مرة في مترو باريس بينما كانت في إجازة مع عائلتها عندما كان عمرها 12 عامًا وشاركت في مسابقة إيليت موديل لوك عام 1999 عندما كان عمرها 15 عامًا فقط. على الرغم من أنها لم تفز، إلا أنها أثارت إعجاب المديرين التنفيذيين لشركة إيليت وتم توقيعها في وكالة إيليت لعرض الأزياء وبدأت في تصميم الأزياء.

## روابط خارجية
- لارا ستون على موقع IMDb (الإنجليزية)
- لارا ستون على موقع ألو سيني (الفرنسية)
- لارا ستون على موقع دليل عارضات الأزياء (الإنجليزية)
- قالب:Style.com model
- Lara Stone interview on LOVESTYLE
- قالب:NYmag model
- لارا ستون في موديلز.كوم